# Huisspringspin
De huisspringspin (Pseudeuophrys lanigera, Euophrys lanigera) is een spin uit de familie der springspinnen die voorkomt in West- en Midden-Europa.
De spin is relatief klein. De vrouwtjes worden 5 mm, de mannetjes 4 mm. Het lichaam is bruin. Op het achterlijf bevindt zich een golvende lichtbruine middenband. Het mannetje ziet er precies hetzelfde uit, maar is vaak donkerder. De spin leeft op en in gebouwen, maar ook wel tussen het gras.

## Afbeeldingen

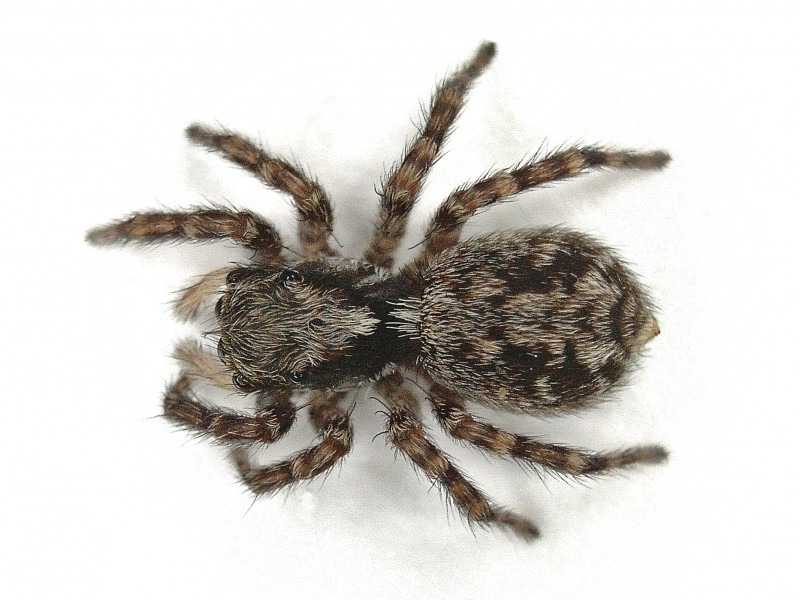
bovenkant
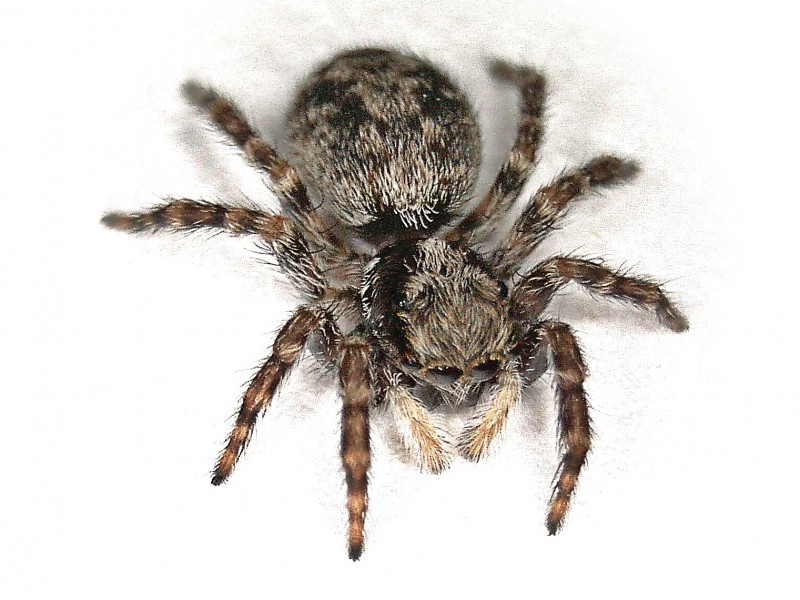
voorkant
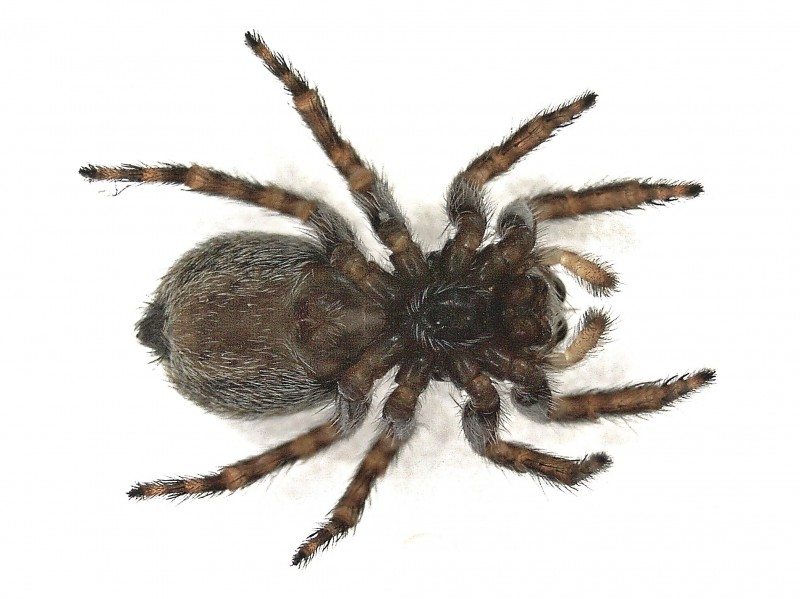
onderkant